# Ігнатенко Анастасія Степанівна
Ігнатенко Анастасія Степанівна (нар. 7 листопада 1914, м. Зіньків — 4 травня 2010, м. Зіньків) — учитель історії, почесний громадянин Зіньківщини.

## З життєпису
У 1943—1944 роках — учитель початкових класів Шевченківської початкової школи Зіньківського району. У 1944—1975 роках — учитель історії Зіньківських середніх шкіл № 1 та № 2.
Створила перший в Україні музей (1957), представлений на першому Всеукраїнському зльоті юних істориків 1960 року. 1970 року, до 25-річчя Перемоги, створила кімнату Бойової Слави, 1984 — музей Бойової Слави і галерею військової Слави. Музей став центром військово-патріотичного виховання. Нині — зразковий музей «Подвиг і пам'ять».
А. С. Ігнатенко провела десятки пошукових операцій. Так, під час однієї з них — «Визволителі» — розшукали понад 500 воїнів, які звільняли м. Зіньків.
Серед її учнів — доктор медичних наук Володимир Мосієнко, який виділив її серед провідних учителів школи в спогаді від 1953 року.

## Нагороди та пам'ять
- «Заслужений учитель України» (1962)[3]
- Відмінник народної освіти УРСР[4]
- У листопаді 2010 року в Зінькові відкрили меморіальну дошку Анастасії Ігнатенко[4]